# Мений (трибун 489 пр.н.е.)
Мений (на латински: Maenius) е политик на Римската република през началото на 5 век пр.н.е. Произлиза от плебейската фамилия Мении. Вероятно е същият или роднина на Гелений Мений (народен трибун 483 пр.н.е.).
През 489 пр.н.е. той е народен трибун. Целебрира игрите Ludi Circenses. Консули през тази година са Гай Юлий Юл I и Публий Пинарий Мамеркин Руф.